# Xã New Haven, Quận Shiawassee, Michigan
Xã New Haven (tiếng Anh: New Haven Township) là một xã thuộc quận Shiawassee, tiểu bang Michigan, Hoa Kỳ. Năm 2010, dân số của xã này là 1.329 người.